# Andrei Slavnov
Andrei Slavnov (n. 22 decembrie 1939, Moscova, RSFS Rusă, URSS – d. 25 august 2022, Moscova, Rusia) a fost un fizician-teoretician rus, care a fost ales în anul 2000 membru titular al Academiei de Științe din Rusia. Este laureat al Premiului de Stat al URSS (1995).

## Biografie
A provenit dintr-o familie aristocratică rusă. Tatăl lui se numea Alexei Slavnov. A absolvit facultatea de fizică a Universității de Stat din Moscova (1962). Candidat în științe fizico-matematice (1965), doctor în științe fizico-matematice (1972), profesor (1983). A lucrat mai mulți ani la Institutul de matematică Steklov al Academiei de științe din URSS și, ulterior, Rusia. În anii 1985-1992 a fost membru al Comisiei Supreme pentru atestare a tezelor științifice din subordinea Consiliilor de Miniștri ale URSS și Federației Ruse. A fost redactor-șef al revistei Teoreticeskaia i matematiceskaia fizika și șef al catedrei de fizică teoretică a Universității din Moscova (din anul 1990). A fost membru al Asociației Internaționale de Fizică Matematică.

## Creația științifică
Domeniul principal de preocupări ține de teoria cuantică a câmpurilor. Direcții: cercetări clasice în domeniul teoriei cuantice a câmpurilor, superstringuri, câmpuri gauge, teoria generală a sistemelor cu legături, metode neperturbative, modele pe rețea, sisteme deplin integrabile, teorii conform invariante, modele matriciale.
A dat prima demonstrație a renormării teoriilor Yang-Mills, care se află la baza teoriilor gauge a interacțiilor particulelor elementare, cunoscută în literatură ca identitățile Ward-Takahashi-Slavnov-Taylor.
Millenium Problem despre teoriile Yang-Mills in 4 dimensiuni este in continuare nerezolvata. O solutie a acestei probleme ar raspunde la intrebari cosmologice fundamentale, precum explicatia stabilitatii spectrului de particule elementare observate si descrise de catre Standard Model.

## Discipoli
- Corneliu Șochichiu